# Perturbación (arqueología)
Una perturbación arqueológica es cualquier cambio en un yacimiento arqueológico debido a evento ocurridos después de que formara dicho yacimiento. Las perturbaciones pueden haber sido causadas por fenómenos naturales o por actividad humana, y pueden causar daños arqueológicos. En algunos casos resulta difícil distinguir entre las perturbaciones provocadas por los humanos en el periodo de estudio o las provocadas por la actividad humana o causas naturales en épocas posteriores. : 316 

## Causas

### Causas naturales

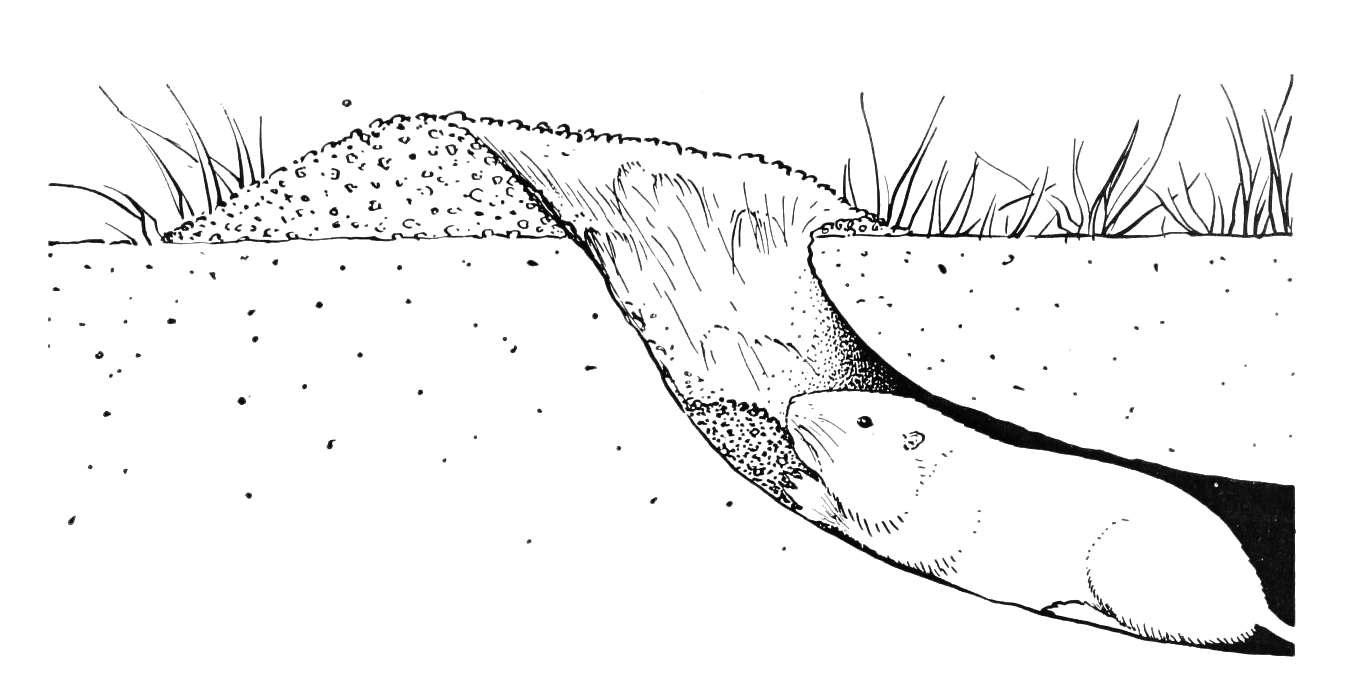
Desplazamiento de tierra por un animal

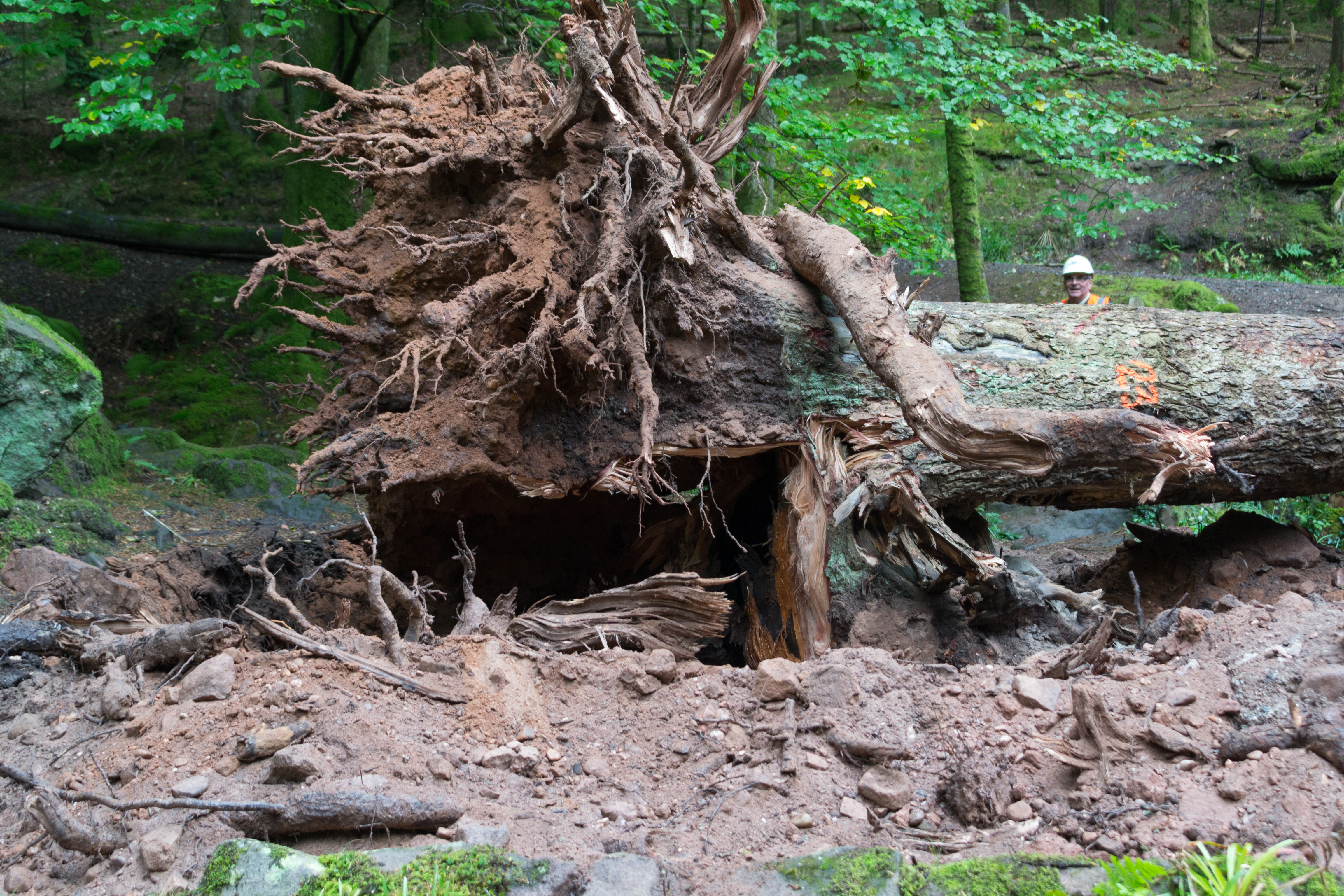
Perturbación del terreno por un árbol arrancado

Francis D. Hole. Expert en ciencia del suelo, identificó 9 procesos naturales que provocan perturbaciones en el terreno, como los movimientos de animales y plantas —conocidos como bioturbación, que incluyen la elaboración de madrigueras , el crecimiento de las raíces y el desraizado de árboles—, heladas y deshielo, movimientos causados por la gravedad —como los corrimientos de tierras—, la expansión y contracción de las tierras arcillosas, la acción del viento y el agua, el crecimiento y disolución de cristales de sal y el movimiento causado por los terremotos. Dependiendo de su ubicación, los yacimientos están sujetos a distintos grados, combinaciones e interacciones de estos procesos, y los arqueólogos que trabajan en un determinado yacimiento deben estar familiarizados con los procesos que afectan al lugar para evitar malinterpretar las perturbaciones que pudieran encontrar.: 318 
En algunos entornos, la actividad animal puede voltear completamente el suelo de la superficie en un corto periodo de tiempo.: 320  En particular, la actividad de las lombrices contribuye al enterramiento, y por tanto a la preservación, de objetos que han caído al suelo, pero también enmascara con frecuencia los límites entre suelos perturbados natural o culturalmente, y puede borrar la estratificación vertical utilizada para la datación.: 327–238 
El criolevantamiento puede causar que algunos objetos caigan o se eleven, dependiendo de su conductividad térmica, que es una función del material. Los ciclos de congelación y deshielo también pueden perturbar los suelos de diversas maneras, que reciben el nombre colectivo de crioturbación.: 339  La reptación puede clasificar los objetos por masa o densidad, al igual que las inundaciones.: 351  La humectación y resecación de las arcillas puede provocar que las piedras migren a la superficie,: 354–356  y la acción de los vientos es especialmente común en entornos desérticos.: 358 

#### Cambio climático
El cambio climático antropogénico altera, y en algunos casos acelera, los procesos de perturbación natural. En Nunalleq, en la costa suroeste de Alaska, un yacimiento yup'ik se encuentra amenazado por el deshielo del permafrost y la mayor frecuencia de marejadas ciclónicas del mar de Bering. El permafrost ha preservado objetos normalmente sujetos a una rápida descomposición, entre ellos cosas de madera o cestas y esteras tejidas con fibras vegetales. Desde que comenzaron las excavaciones en Nunalleg en 2009, la capa de permafrost se ha reducido 0,46 m (1,5 pies), y las olas de las tormentas han arrastrado 11 m (35 pies) del yacimiento. En latitudes norte, el calentamiento climático está revelando arqueología antes desconocida, y al mismo tiempo supone una amenaza a su conservación. Estos yacimientos deben ser prioritarios para la arqueología de rescate.

### Causas humanas
.

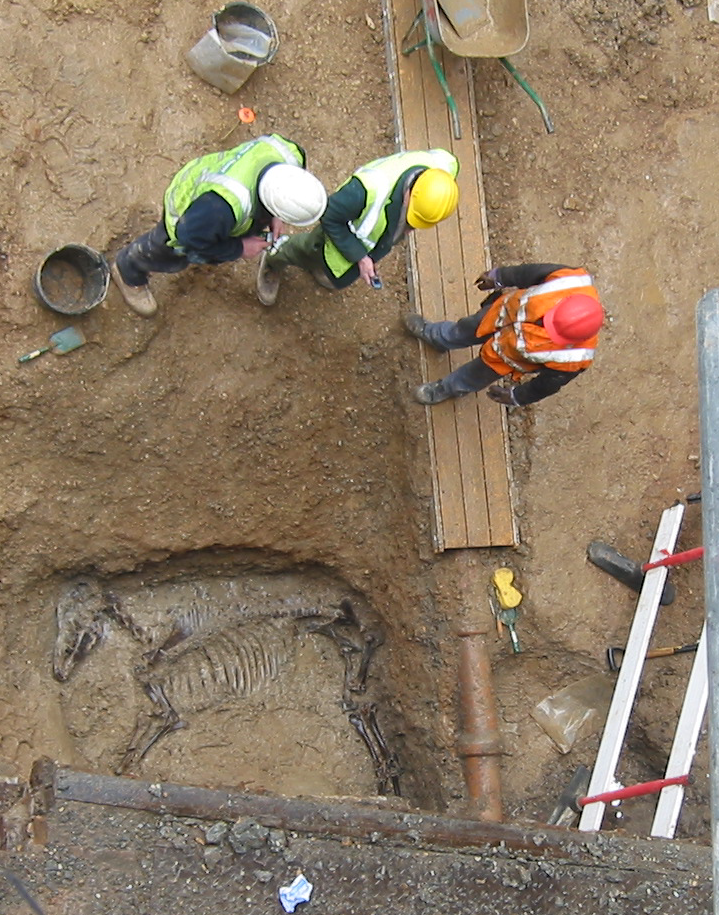
Caballo romano descubierto durante unos trabajos de construcción en Londres

Agricultura, construcción, asentamientos y extracción de recursos son las causas principales de perturbación. Se calcula que la labranza con los potentes tractores actuales ha producido tanto daño en los últimos 60 años del siglo XX como la agricultura tradicional en los seis siglos previos.
La actividad recreative en un yacimiento puede dañar la arqueología de distintas formas. Las búsquedas de aficionados con detector de metales pueden estropear o sacar objetos. Los traslados por la superficie, ya sean a pie, en bicicleta o en vehículo motorizado, pueden causar roturas, aplastamiento o desplazamiento de objetos. Las hogueras de campamento contaminan los yacimientos y causas daños por humo en las pinturas rupestres, y el calor del fuego puede astillar la roca. Los visitantes mueven objetos intencionadamente para examinarlos y compartirlos con otras personas, o con la intención de protegerlos. Esto resulta en una pérdida de un contexto arqueológico que proporcionaría datos sobre cuándo, dónde y cómo se usaron estos objetos.

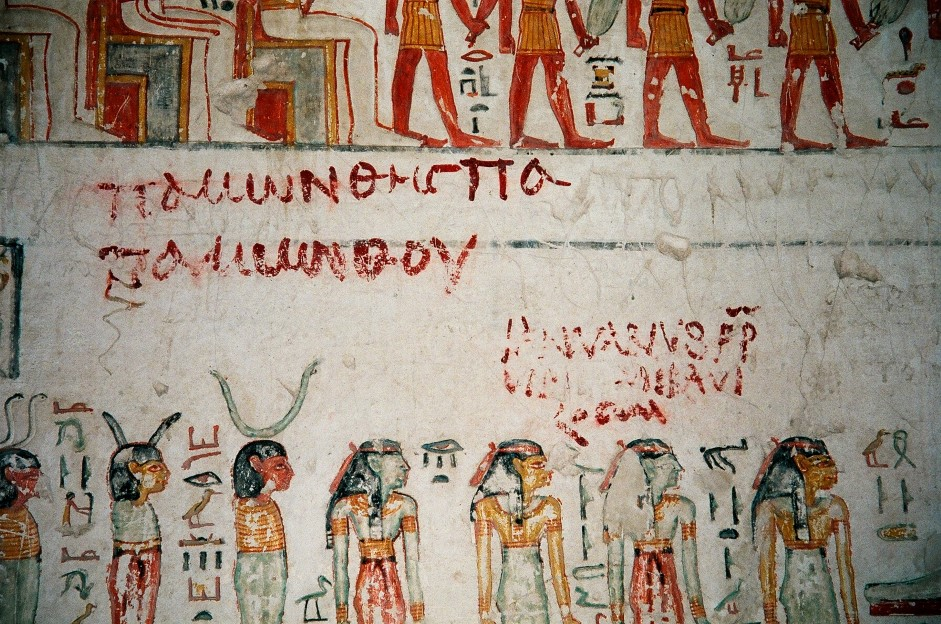
Antiguo grafiti en la tumba de Ramsés V y Ramsés VI

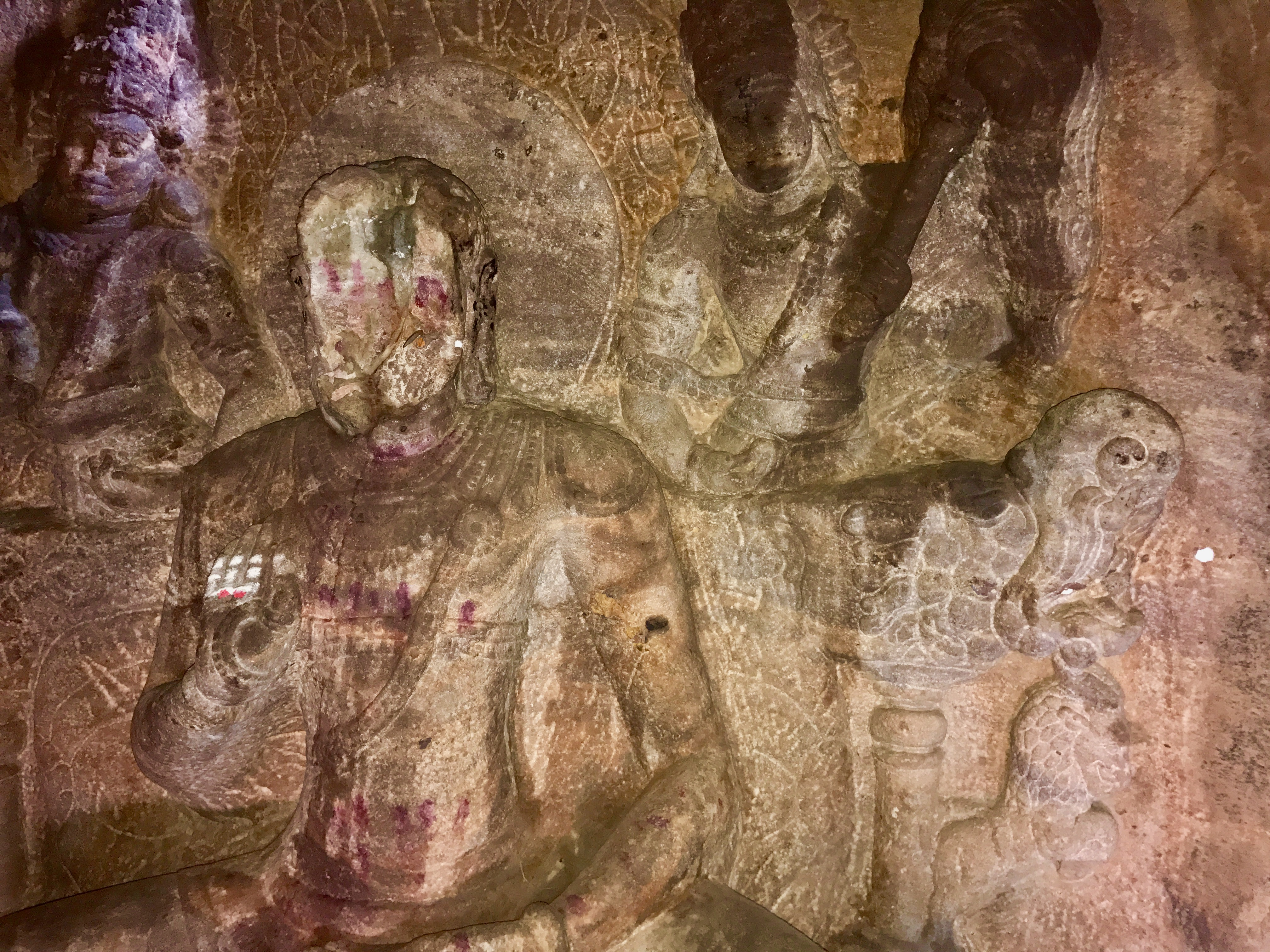
Escultura sin rostro en una Cueva de Karnataka

Entre los actos de vandalismo que sufre la arqueología, la destrucción de arte rupestre o esculturas, excavación y sustracción de objetos. En algunos casos, civilizaciones posteriores han modificado o destruido total o parcialmente antigüedades de pueblos anteriores, sobre todo cuando estos objetos honran a figuras políticas o religiosas que la sociedad posterior ha denunciado. En lugares de enterramiento, con una mención especial de las tumbas de los reyes del antiguo Egipto, los saqueadores de tumbas han sustraído a menudo objetos valiosos, perturbando los yacimientos en el proceso.
Las prácticas arqueológicas inapropiadas también dañan objetos y contexto.
En muchos casos, ciertas perturbaciones creadas por actividades humanas posteriores en un yacimiento tienen su propio valor arqueológico. Algunos sitios se han utilizado, abandonado y vuelto a utilizar en numerosas ocasiones, con frecuencia para distintos propósitos, dejando capas de diferentes periodos que atraviesan o enmascaran capas de periodos anteriores. También se reutilizan materiales de construcción en diferentes épocas.

## Atenuación de daños
Los yacimientos arqueológicas reconocidos suelen estar legalmente protegidos contra la perturbación humana. En la mayoría de países, la sustracción de objetos arqueológicos en terreno público o privado sin permiso es un delito, ya sean producto de una excavación o se encuentren en la superficie. La alteración de restos humanos, incluyendo huesos antiguos es también delito, así como la posesión o desecho de restos obtenidos de forma ilegal.
Los yacimientos también pueden estar protegidos físicamente de perturbaciones naturales o humanas.